# Киракосян, Давид Ваганович
Дави́д Вага́нович Киракося́н (род. 13 июля 2006, Шебекино, Белгородская область) — российский и армянский футболист, полузащитник армянского клуба «Ван».

## Клубная карьера
Родился в Шебекино, Белгородская область. 
Футболом начал заниматься в школе шебекинского «Торпедо», первый тренер Борис Николаевич Бондарев. Позднее перешёл в белгородскую ДЮСШ №6. В 2019 году присоединился к академии петербургского «Зенита». В начале 2022 года пополнил состав «Акрон — Академии футбола Юрия Коноплёва» (ранее Академия футбола им. Юрия Коноплёва).
22 февраля 2023 года присоединился к молодёжной команде «Сочи». 
9 августа 2023 года в матче Кубка России против «Оренбурга» дебютировал в профессиональном футболе за основную команду «Сочи».
19 июля 2025 года на правах аренды перешёл в курский «Авангард». 21 июля 2024 в матче против «Кубани» дебютировал во Второй лиге (дивизион «А»).
14 августа 2025 года на правах свободного агента перешёл в армянский клуб «Ван». 15 августа 2025 года в матче против «Урарту» дебютировал в чемпионате Армении.

## Карьера в сборной
В июне 2024 года был вызван в сборную Армении (до 19 лет). 6 июня 2024 года в товарищеском матче против сборной Ливана (до 19 лет) дебютировал в её составе.

## Статистика выступлений
| Выступление        | Выступление       | Выступление      | Лига | Лига | Кубки | Кубки | Итого | Итого |
| Клуб               | Лига              | Сезон            | Игры | Голы | Игры  | Голы  | Игры  | Голы  |
| ------------------ | ----------------- | ---------------- | ---- | ---- | ----- | ----- | ----- | ----- |
| Сочи               | РПЛ               | 2023/24          | 0    | 0    | 1     | 0     | 1     | 0     |
| Сочи               | Итого             | Итого            | 0    | 0    | 1     | 0     | 1     | 0     |
| → Авангард (Курск) | Вторая лига («А») | 2024/25          | 17   | 0    | 1     | 0     | 18    | 0     |
| → Авангард (Курск) | Итого             | Итого            | 17   | 0    | 1     | 0     | 18    | 0     |
| → Сочи-2           | Вторая лига («Б») | 2025             | 14   | 1    | —     | —     | 14    | 1     |
| → Сочи-2           | Итого             | Итого            | 14   | 1    | —     | —     | 14    | 1     |
| Ван                | АПЛ               | 2025/26          | 1    | 0    | 0     | 0     | 1     | 0     |
| Ван                | Итого             | Итого            | 1    | 0    | 0     | 0     | 1     | 0     |
| Всего за карьеру   | Всего за карьеру  | Всего за карьеру | 32   | 1    | 2     | 0     | 34    | 1     |